# Delimeđe
Delimeđe (cirill betűkkel Делимеђе) település Szerbiában, a Raškai körzet Tutini községében.

## Népesség
- 1948-ban 373 lakosa volt.
- 1953-ban 406 lakosa volt.
- 1961-ben 431 lakosa volt.
- 1971-ben 478 lakosa volt.
- 1981-ben 537 lakosa volt.
- 1991-ben 524 lakosa volt.
- 2002-ben 445 lakosa volt,[1] akik közül 428 bosnyák (96,17%), 14 muzulmán, 1 szerb (0,22%) és 2 ismeretlen.[2]